# Apiocera painteri
Apiocera painteri är en tvåvingeart som beskrevs av Mont A. Cazier 1963. Apiocera painteri ingår i släktet Apiocera och familjen Apioceridae.
Artens utbredningsområde är Arizona. Inga underarter finns listade i Catalogue of Life.